# پیترو پارولین
پیترو پارولین اوام‌آرآی (ایتالیایی: [ˈpjɛ:tro paroˈlin] ،ونتی: [paɾoˈliŋ] ; زاده ۱۷ ژانویهٔ ۱۹۵۵) یک روحانی کلیسای کاتولیک ایتالیایی است که از سال ۲۰۱۳ به عنوان وزیر سریر مقدس و از سال ۲۰۱۴ به عنوان عضو شورای کاردینال‌ها خدمت کرده است، از همان سالی که او به مقام کاردینال رسید.